# エコハウス小牧

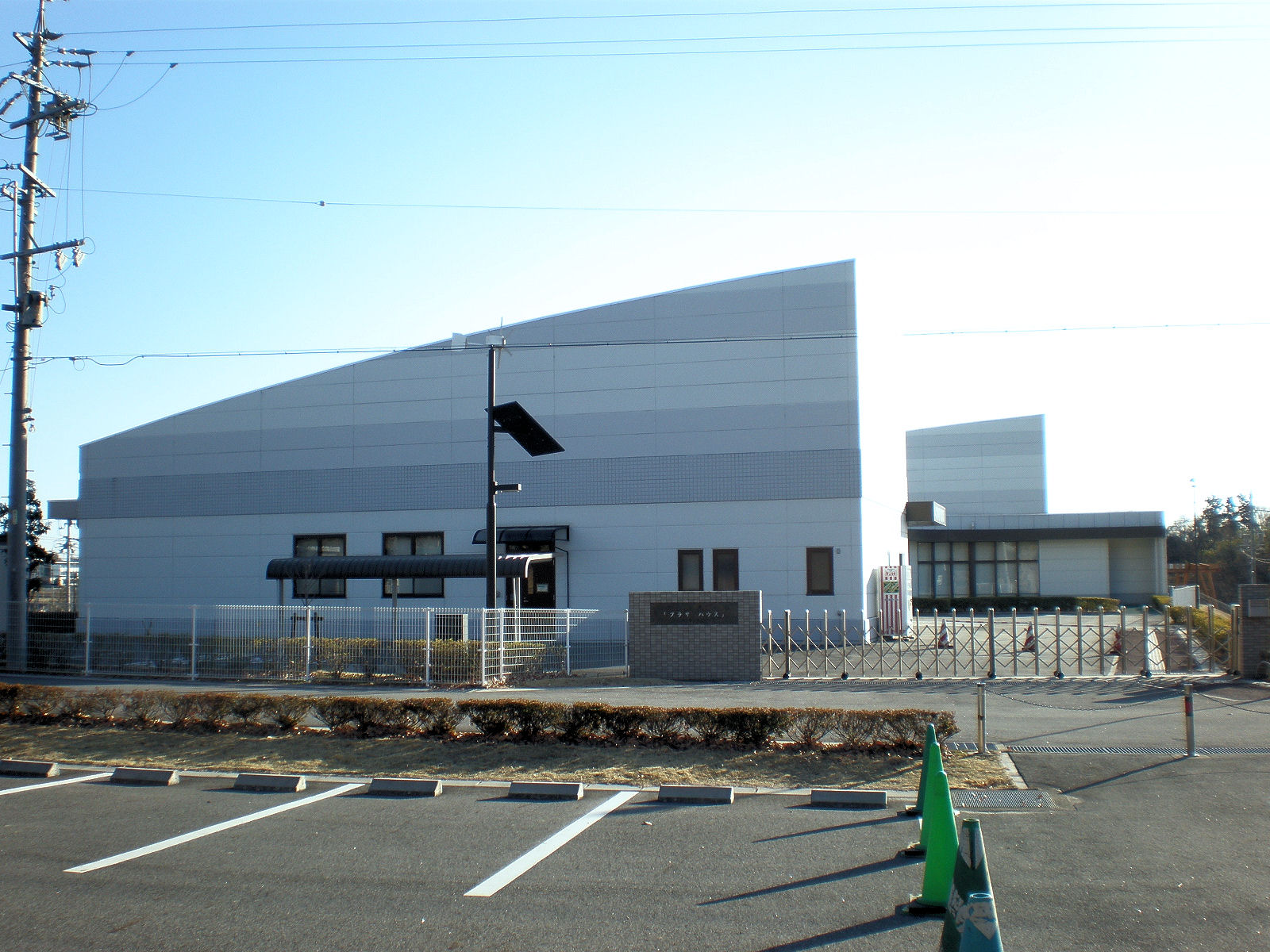
プラザハウス

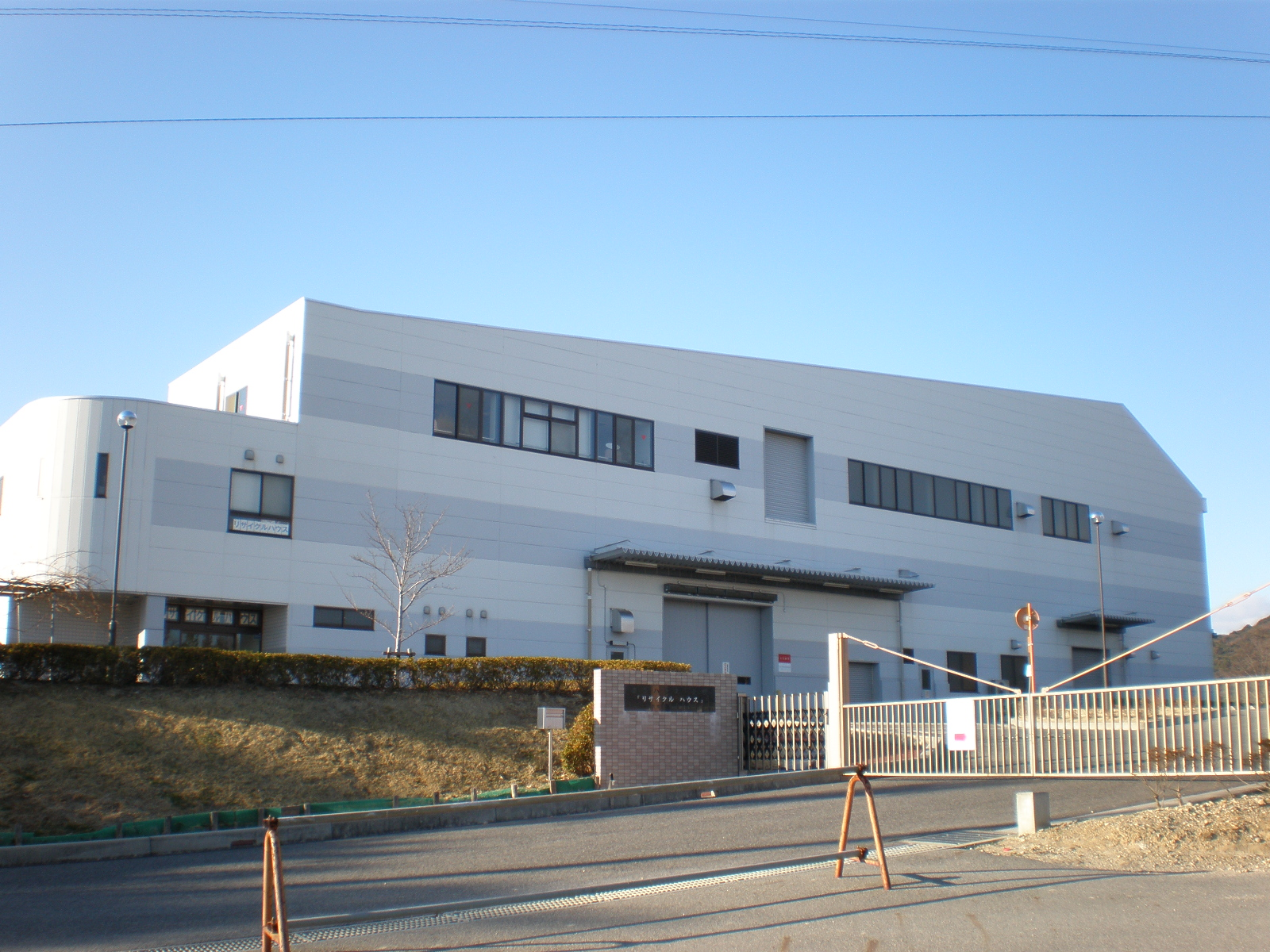
リサイクルハウス

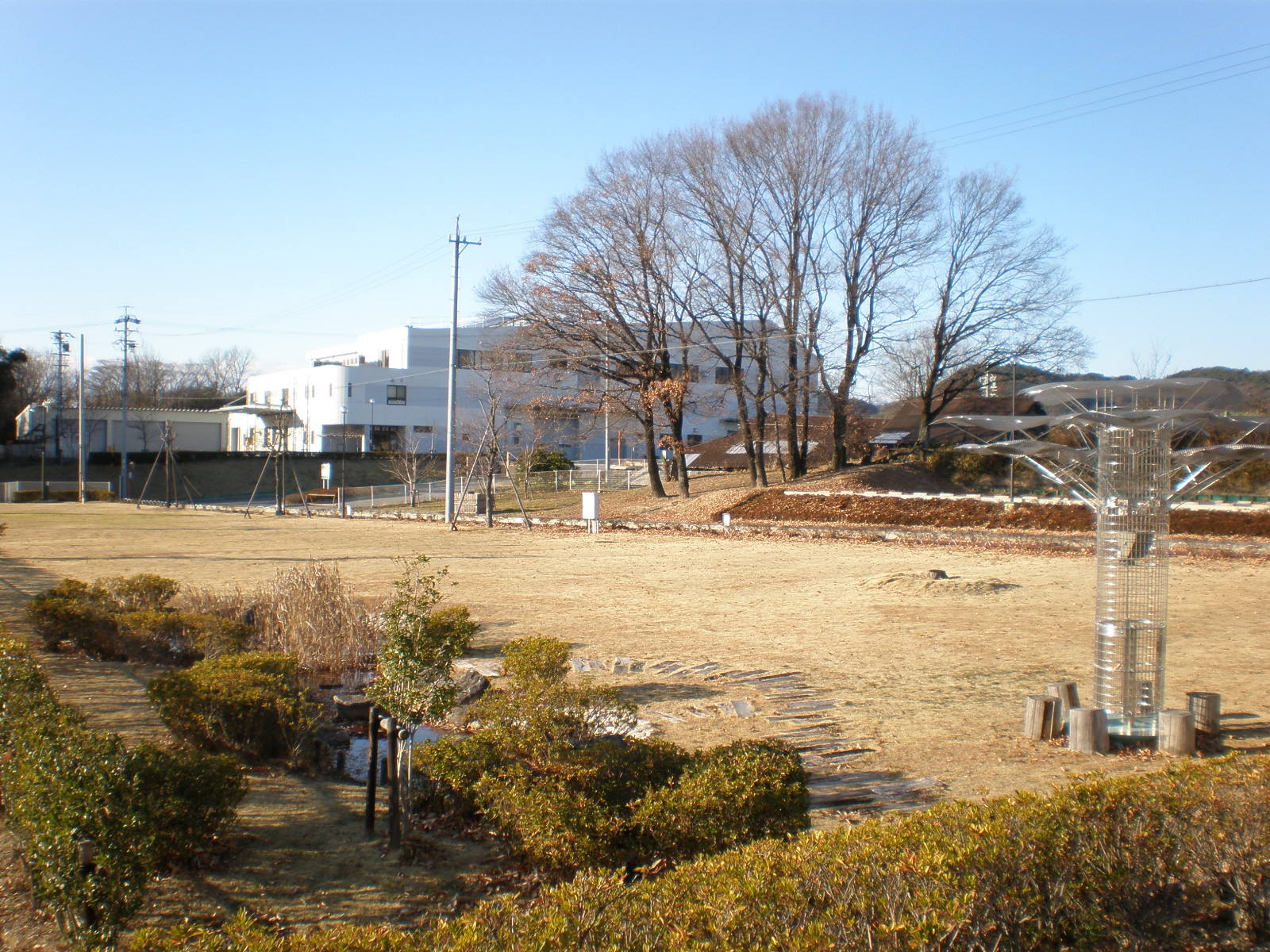
エコ広場

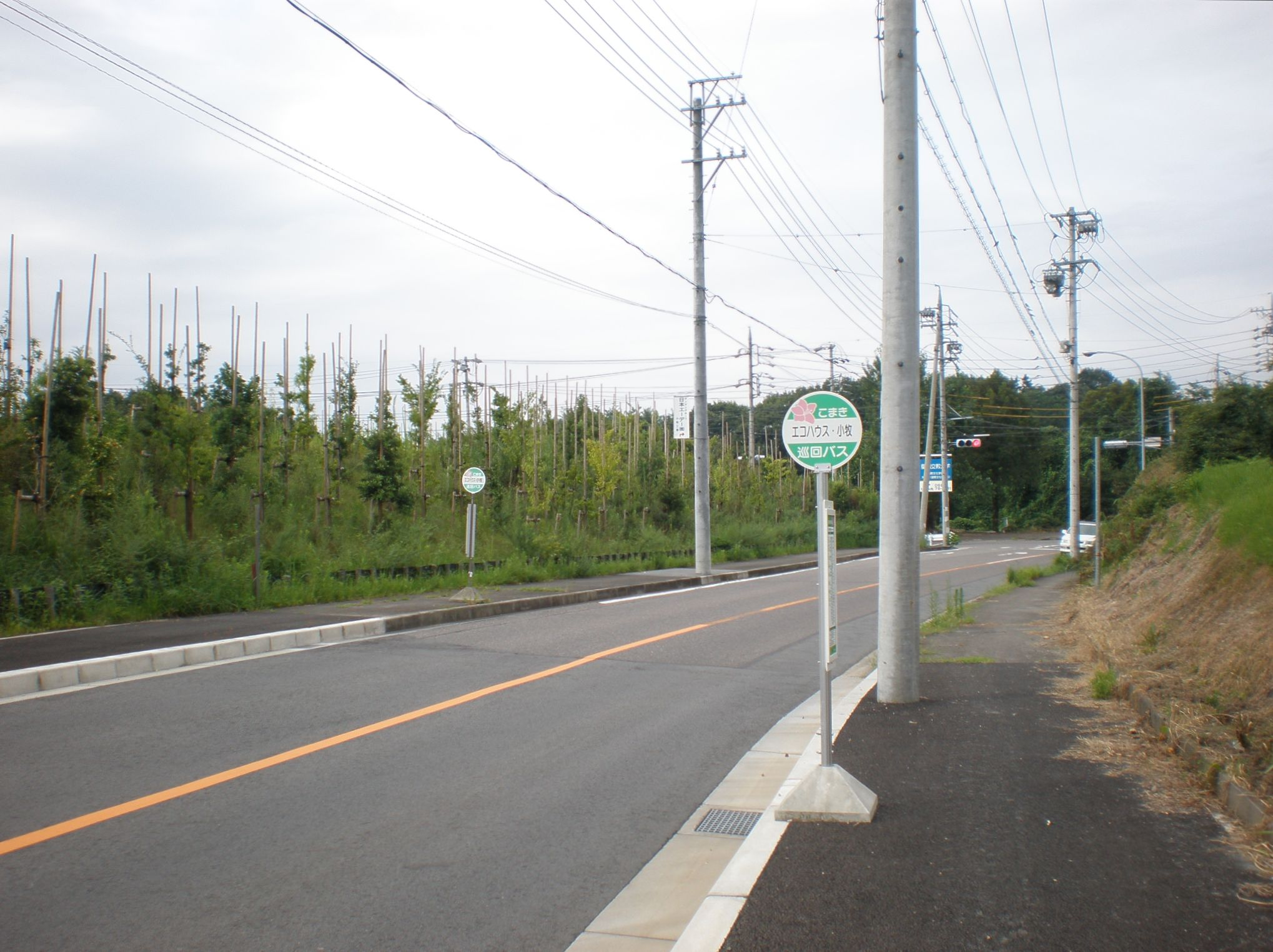
「エコハウス・小牧」停留所（2009年（平成21年）8月撮影）

エコハウス小牧（エコハウスこまき）は、愛知県小牧市にあるゴミ処理やリサイクルなどに関連する施設の総称である。

## 概要
小牧市東部の丘陵地に位置する、プラザハウスとリサイクルハウス、エコ広場を合わせた3つの施設からなる。ゴミ処理やリサイクルに関連した取り組みや啓蒙活動などが行なわれている。

## 沿革
- 2004年（平成16年）3月26日 - リサイクルプラザの竣工式が行なわれる。

## プラザハウス
リサイクルに関する様々な体験教室や事業などが行なわれている施設。その他に、石鹸の製造機や空き缶・ペットボトルを圧縮する装置なども設置されている。

### 主な事業
- リサイクルに関する市民への啓発活動
- 古着の回収と無料提供（子供向けの物限定）
- 古本の回収と無料提供
- おもちゃの修理
- 修理再生品の無料提供（自転車や家具）

など

### 主な教室
- 紙すき - 不要になった牛乳パックを利用して紙を作る。
- サンドブラスト - ガラスビンに砂を吹きつけて、模様を描く。
- トンボ玉 - ガラスの棒からトンボ玉を作成する。

など

## リサイクルハウス
市内で出されるゴミの収集・運搬・処理の拠点となっている施設。空き缶やビンなどの処理ラインを有している。

### 主な業務
- 一般ゴミや資源ゴミの収集・運搬・処理
- 粗大ゴミの収集（収集された家具などはプラザハウスで修理され、一般に無料で提供される）
- 動物の死体処理

など

## エコ広場
プラザハウス前に設けられた広場。自然エネルギーを利用した設備などが展示されている。

### 設備一覧
- 風力・太陽光発電装置 - 風と太陽光を利用した発電用設備。
- ビオトープ
- オブジェ - リサイクル品で作成されたもの。

## 所在地
- 愛知県小牧市大草5786-83

## 交通機関
- こまき巡回バスの「エコハウス・小牧」停留所下車、徒歩で約1分。